# Teorema de la simetria de Lerner
El Teorema de la Simetria de Lerner és un teorema usat en la teoria de comerç internacional, que afirma que una tarifa a la importació (un percentatge del valor o una suma per unitat) té el mateix efecte que un impost a l'exportació. El teorema es basa en el fet que l'efecte en els preus relatius és el mateix sense importar quina política (tarifa a la importació o impost a l'exportació) s'aplica.
El teorema va ser desenvolupat per l'economista Abba Lerner el 1936.